# Stanislaw Nikolajewitsch Seljanin
Stanislaw Nikolajewitsch Seljanin (russisch Станислав Николаевич Селянин, wiss. Transliteration Stanislav Nikolaevič Seljanin; * 12. August 1936 in Jakutsk) ist ein ehemaliger sowjetischer Eisschnellläufer.
Seljanin, der für den Burevestnik Irkutsk startete, nahm von 1959 bis 1970 an nationalen Rennen teil und trat international erstmals in der Saison 1966/67 in Erscheinung. Dabei lief er bei der Mehrkampfeuropameisterschaft 1967 in Lahti auf den 11. Platz im Kleinen Vierkampf und bei der Mehrkampfweltmeisterschaft 1967 in Oslo auf den 14. Rang im Großen Vierkampf. Im folgenden Jahr belegte er in Grenoble bei seiner einzigen Teilnahme an Olympischen Winterspielen den 11. Platz über 5000 m und den zehnten Rang über 10.000 m. Seine beste Platzierung bei sowjetischen Mehrkampfmeisterschaften erreichte er im Jahr 1966 mit dem fünften Platz.

## Persönliche Bestzeiten
| Disziplin | Zeit         | Datum            | Ort           |
| --------- | ------------ | ---------------- | ------------- |
| 500 m     | 43,10 s      | 12. Februar 1966 | Angarsk       |
| 1000 m    | 1:30,00 min  | 8. Januar 1967   | Gjøvik        |
| 1500 m    | 2:06,33 min  | 29. Januar 1970  | Almaty        |
| 3000 m    | 4:31,60 min  | 21. März 1970    | Jekaterinburg |
| 5000 m    | 7:38,20 min  | 16. März 1968    | Jekaterinburg |
| 10000 m   | 15:50,58 min | 29. Januar 1970  | Almaty        |